# Ricardo Chavarría Oría
Ricardo Chavarría Oría (Sumbilca, 8 de junio de 1948) es un ingeniero electrónico, pedagogo y político peruano. Fue gobernador regional de Lima en el periodo 2019-2022.

## Biografía
Nació en el distrito de Sumbilca, ubicado en la provincia de Huaral del departamento de Lima, el 8 de junio de 1948. Es hijo de Melecio Desiderio Chavarría Ricapa y de Eustaquia Oría Rojas.
Cursó sus estudios primarios en su localidad natal y los secundarios en la Gran Unidad Escolar Ricardo Bentín del distrito del Rímac en la ciudad de Lima. Entre 1966 y 1970 cursó estudios técnicos de pedagogía en el Instituto Normal Superior Toribio Rodríguez de Mendoza. Luego, entre 1971 y 1980, cursó estudios superiores en ingeniería electrónica en la Universidad Nacional Mayor de San Marcos y, entre 2012 y 2013, una maestría en Gestión Pública en la Universidad del Pacífico.

## Vida política
Dentro de su participación política, tentó en las elecciones municipales de 1998, del 2002 y del 2006 la alcaldía de la provincia de Huaral sin obtener la elección. También postuló al Congreso de la República sin éxito en las elecciones parlamentarias del 2016 por Alianza para el Progreso.

### Gobernador Regional de Lima
Ricardo Chavarría ha postulado varias veces a la presidencia del Gobierno Regional de Lima. Su primera participación fue en las elecciones regionales del 2014 por el partido Fuerza Regional. Volvió a postular en las elecciones regionales de 2018 y fue elegido como gobernador regional de Lima, venciendo a Javier Alvarado Gonzáles de Patria Joven en segunda vuelta, para el periodo 2019-2022.